# دبليو 76 (قنبلة نووية)
دبليو 76 هو رأس حربي نووي حراري بالولايات المتحدة صُنِعَ من 1978 إلى 1987 ولا يزال في الخدمة من عام 2017.
وافقت حكومة الولايات المتحدة في عام 2000 على تمديد الخدمة ل 800 رأس من الرؤوس الحربية ثم رفعت في وقت لاحق إلى 2000 ومن المقرر الانتهاء من المشروع في عام 2018.
يعد الرأس الحربي حاليا السلاح الأكثر عددا في الترسانة النووية الأمريكية.